# ۲۶ جمادی‌الثانی
۲۶ جمادی‌الثانی، بیست و ششمین روز از ماه جمادی‌الثانی در تقویم هجری قمری است.
در تقویم هجری قمری قراردادی این روز صد و هفتاد و چهارمین روز سال است.

## وقایع
سال 642 هجری:
رفتن شمس تبریزی نزد مولوی.